# Hanging on the Telephone
Singles de Blondie
I'm Gonna Love You Too
(1978) Heart of Glass
(1979)
Hanging on the Telephone est une chanson écrite par Jack Lee et créée par le trio américain de courte durée de power pop, The Nerves. Elle est éditée en 1976 sur un EP 4 titres par le label indépendant Bomp! Records.
Blondie a popularisé la chanson quand elle est sortie comme le deuxième single de Parallel Lines aux États-Unis et au Royaume-Uni, jusqu'à être #5 au Royaume-Uni en novembre 1978. 
Le morceau a été repris par de nombreux groupes, dont L7, Def Leppard, Cat Power, Paul Collins et The Jolly Boys. En France, le groupe Floo Flash enregistre une adaptation française du titre en 1985 intitulé "Pendu au téléphone" qui ne sortira qu'en 2020.
En 2005, la version de Chan Marshall illustre un spot publicitaire de l'opérateur téléphonique américain Cingular.
Cette chanson est au centre de l'intrigue du film Electrick Children, sorti en 2013, une reprise du groupe Flowers Forever ayant été enregistrée pour la bande originale.